# Старі Карачі
Старі Карачі (рос. Старые Карачи) — село у Чановському районі Новосибірської області Російської Федерації.
Входить до складу муніципального утворення Старокарачінська сільрада. Населення становить 592 особи (2010).

## Історія
Згідно із законом від 2 червня 2004 року органом місцевого самоврядування є Старокарачінська сільрада.

## Населення
| 2002 | 2007 | 2010 |
| ---- | ---- | ---- |
| 746  | ↗761 | ↘592 |